# Incunabula Short Title Catalogue
Pour les articles homonymes, voir ISTC (homonymie).

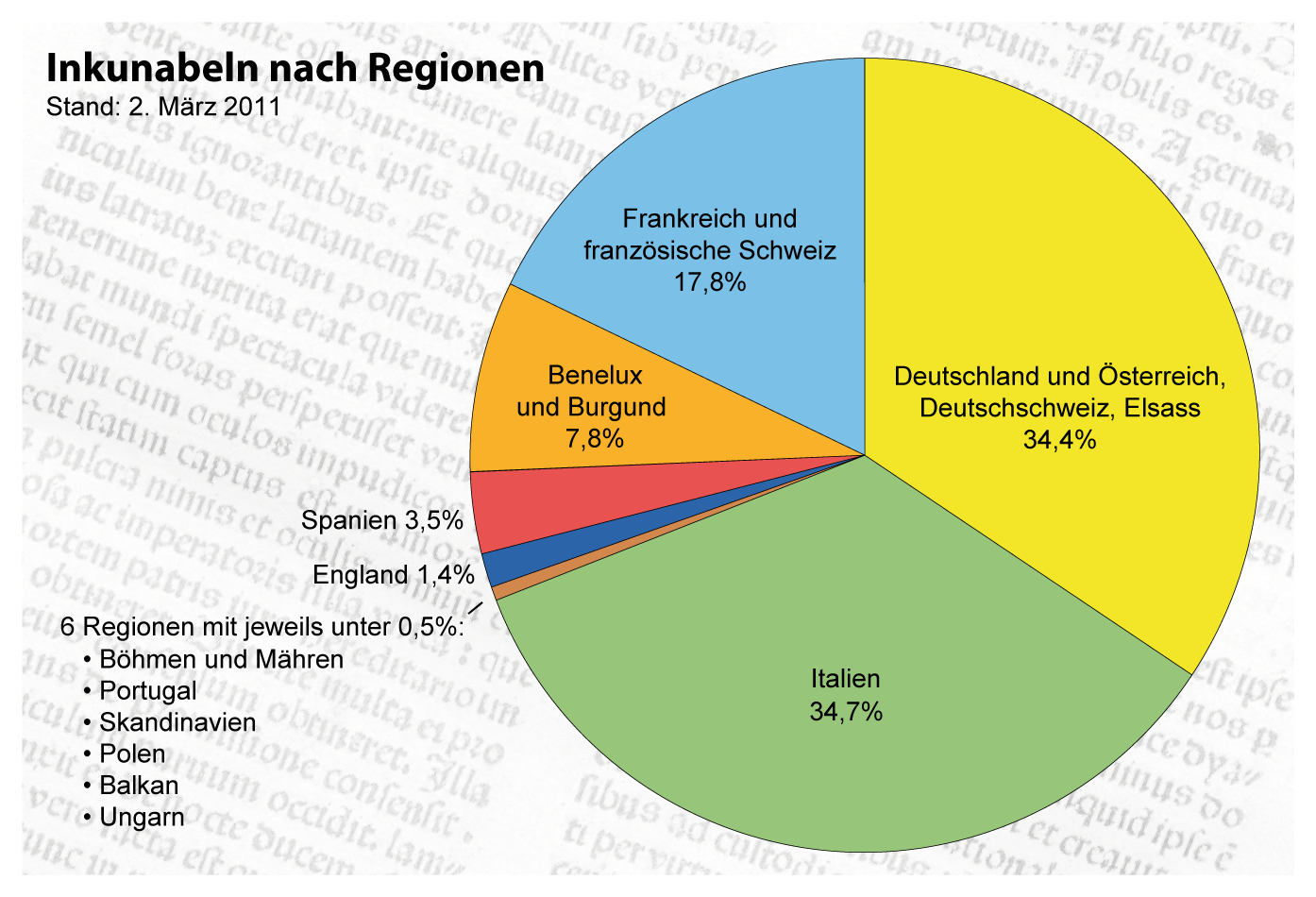
Répartition par région des incunables figurant dans le ISTC.

Le Incunabula Short Title Catalogue (abrégé en ISTC, que l'on pourrait traduire en français par catalogue sommaire des titres d'incunables) est le projet de création d'un catalogue international des Incunables, supervisé par la British Library. Le travail sur le ISTC a commencé en 1980, et a été orienté dès le début vers la saisie électronique des données du catalogue et vers l'intégration des données provenant de différents catalogues nationaux d'incunables existants. Le ISTC réunit aujourd'hui les entrées des plus importants catalogues d'incunables d'Europe et d'Amérique du Nord, et se considère essentiellement comme un méta-catalogue. Les entrées du ISTC sont sensiblement plus courtes que celles du Gesamtkatalog der Wiegendrucke (GW) commencé en 1925 ; par son approche différente, le ISTC a cependant une plus grande couverture. 

## Histoire

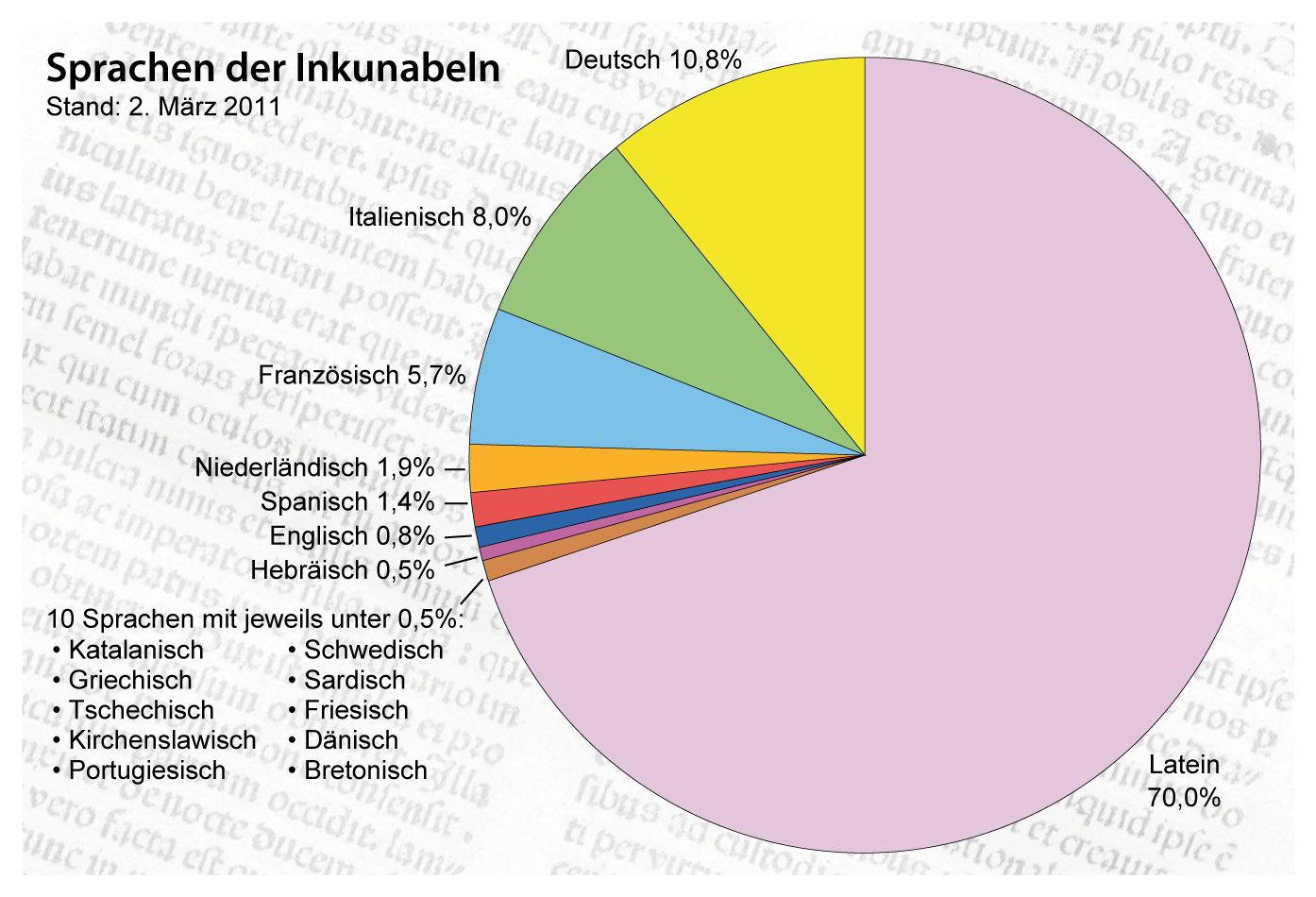
Répartition par langue des incunables du ISTC.

C'est en 1980 que Lotte Hellinga-Querido, spécialiste en incunables et collaboratrice de la British Library, lance un projet pour la réalisation d'un catalogue sommaire des titres des incunables. Elle choisit comme document de départ le catalogue  Incunabula in American Libraries (1964) de Frederick R. Goff (1916-1982). Les entrées dans ce catalogue de Goff sont très courtes, mais il contient un très grand nombre d'entrées dans un format très standardisé. C'est ce deuxième aspect qui convenait bien au projet de saisie électronique en format MARC. Après avoir obtenu l'autorisation des ayants droit, le catalogue de Goff a été entièrement saisi. Les catalogues traités ensuite ont été le Indice generale degli incunaboli delle biblioteche d'Italia (IGI) italien, le Incunabula in Dutch libraries (IDL) néerlandais et le Catalogue des livres imprimés au quinzième siècle des bibliothèques de Belgique. De nouvelles entrées proviennent du Inkunabelkatalog der Bayerischen Staatsbibliothek (BSB-Ink), dont les collaborateurs utilisent le ISTC comme base de travail.

## Couverture
Le nombre d'incunables, donc d'ouvrages imprimés entre 1455 et 1500 avec des caractères mobiles, est estimé à  27 500. Aucun des catalogues imprimés contient plus de 60 % de ces ouvrages : la GW avait en l'an 2000 plus de 12 000 entrées, le Goff près de 13 000 et le catalogue de Ludwig Hain plus de 16 000. En comparaison, l'édition sur CD-ROM du ISTC contient 26 550 entrées. Parmi celles-ci se trouvent toutefois des doublons isolés de sorte que la couverture n'est pas tout à fait de 95 %.
Les contributeurs principaux sont la British Library, la Bayerische Staatsbibliothek de Munich, la Biblioteca Nazionale Centrale di Roma, la Bibliographical Society of America, la Koninklijke Bibliotheek de La Haye et la Bibliothèque royale de Belgique à Bruxelles.
D'importants catalogues sommaires sont le catalogue international Universal Short Title Catalogue (USTC) qui couvre les XVe et XVIe siècles, le catalogue anglais  ESTC (1473-1800) et le Short Title Catalogue Netherlands (STCN) pour les impressions néerlandaises entre 1540 et 1800. En France, des catalogues sont publiés pour les incunables de la Bibliothèque nationale et pour les bibliothèques municipales.

## Structure des enregistrements
Comme pour le GW, il y a un enregistrement par édition. Les variantes à l’intérieur d’une même édition sont rapportées dans des notes. Les champs sont l’auteur, le titre, date et lieu de l’impression, et le format. Dans la mesure du possible, une représentation uniforme est recherchée, ce qui implique l’usage de noms standardisés pour les auteurs et les imprimeurs — ce qui n’est pas toujours facile dans la mesure où des noms latinisés étaient en usage. Les lieux sont nommés en anglais contemporain, et les dates représentés selon l’usage moderne : ainsi, « Venetiis in aedibus Aldi Romani mense Iulio M. IID. » est rendu « Venice: Aldus Manutius, Romanus, July 1498 ».